# Olimpiai jelkép

Az olimpiai zászló

Az olimpiai jelkép különböző szimbólumok összessége, amelyeket a Nemzetközi Olimpiai Bizottság az olimpiai játékok népszerűsítéséhez alkalmaz. Az „olimpia”, „olimpiai” elnevezés, az olimpia zászlaja, jelvénye, jelmondata, emblémája és himnusza, az olimpiai láng és az olimpiai fáklya is védjegyoltalmat élveznek.
Kizárólag a MOB engedélyével, a Nemzetközi Olimpiai Bizottság előírásaival összhangban lehet használni az alábbiakat:
1. "olimpia" és "olimpiai" elnevezés
2. olimpiai zászló
3. olimpiai jelvény
4. olimpiai jelmondat ("Citius - Altius - Fortius") (magyarul: Gyorsabban Magasabbra Erősebben),
5. olimpiai embléma (az olimpiai karikákkal társított és egy további jellegzetes elemmel kiegészített mű),
6. olimpiai himnusz (Spiros Samara zenei alkotása),
7. olimpiai láng (az a láng, amelyet Olympia városában gyújtanak meg a NOB felhatalmazásával),
8. olimpiai fáklya (a NOB által jóváhagyott hordozható fáklya, vagy annak élethű másolata, amelynek célja az olimpiai láng meggyújtása).